# Колледж Святого Кевина (Дублин)
Ко́лледж Свято́го Ке́вина (ирл. Coláiste Chaomhín) — римско-католическая дневная средняя школа для мальчиков в Дублине (Ирландия). Колледж расположен в микрорайоне Баллигалл, между районами Финглас (3 км) и Гласневин (2 км), в северной части Дублина.

## Описание
Колледж Святого Кевина был основан в 1967 году представителями Конгрегации Христианских братьев, и в настоящее время находится под опекой фонда Edmund Rice Schools Trust (ERST). Колледж получил своё наименование в честь святого Кевина Глендалохского, покровителя Дублина. Колледж размещается на территории, в XVI веке принадлежавшей мэру Дублина. Нынешний директор колледжа — Сара Барри (англ. Sarah Barry). По состоянию на начало 2021 года в колледже было 528 учеников.
В колледже, после 3-х лет обучения, ученики сдают экзамены юниорского цикла, а по завершении последнего года обучения – экзамены за весь курс обучения средней школы. Экзамены за курс средней школы могут выбираться из трёх вариантов:
- На получение сертификата об окончании средней школы (Leaving Certificate)[англ.]);
- На получение сертификата о профессиональном образовании (LCVP[англ.]);
- На получение сертификата о прикладном, выпускном экзамене (LCA[англ.]), который не даёт право поступления в Вузы;

Колледж Святого Кевина участвует в инициативе «Обеспечение равных возможностей в школах» (DEIS) и программе завершения школьного образования. В отчёте Департамента образования 2019 года качество преподавания и обучения в колледже Святого Кевина описывается как хорошее или очень хорошее с некоторыми примерами отличной практики.

## Известные выпускники

### Искусство, гуманитарные науки и религия
- Том Клонан[англ.], бывший капитан ирландской армии, академик и журналист[5].
- Гэвин Фрайдей[англ.], музыкант и актёр[5].
- Джеймс О'Хиггинс Норман[англ.], академик, автор работ по психологии[5].

### Спорт
- Джеймс Маккарти[англ.], футболист.
- Дэвид О'Лири, менеджер и бывший профессиональный футболист в клубе «Арсенал», член сборной Ирландии по футболу.
- Пирс О’Лири[англ.], бывший профессиональный футболист в клубах «Шемрок Роверс» и «Селтик», член сборной Ирландии по футболу.
- Кейт О’Нил[англ.], бывший профессиональный футболист в клубе «Ковентри Сити», член сборной Ирландии по футболу.
- Барни Рок[англ.], бывший футболист (гэльский футбол).